# Simson Exumé
Simson Exumé (ur. 20 października 1989) – haitański piłkarz występujący na pozycji obrońcy. Zawodnik klubu AS Mirebalais.

## Kariera klubowa
W 2008 roku Exumé rozpoczął grę dla zespołu AS Mirebalais.

## Kariera reprezentacyjna
W reprezentacji Haiti Exumé zadebiutował w 2009 roku. W tym samym roku został powołany do kadry na Złoty Puchar CONCACAF. Nie zagrał jednak na nim w żadnym meczu, a Haiti zakończyło turniej na ćwierćfinale.